# Catharsius coptorhinaformis
Catharsius coptorhinaformis är en skalbaggsart som beskrevs av Josso och Prévost 2009. Catharsius coptorhinaformis ingår i släktet Catharsius och familjen bladhorningar. Inga underarter finns listade.